# Earle Page
Earle Page (ur. 8 sierpnia 1880 w Grafton, zm. 20 grudnia 1961 w Sydney) – australijski lekarz i polityk, w kwietniu 1939 przez 3 tygodnie pełnił funkcję premiera Australii.

## Życiorys

### Młodość
Ukończył z wyróżnieniem medycynę na Uniwersytecie w Sydney. Początkowo pracował w tym mieście, a także w swoim rodzinnym Grafton. Następnie wstąpił do armii i jako oficer korpusu medycznego wziął udział w I wojnie światowej, którą spędził głównie w Egipcie. Po powrocie do cywila rozpoczął karierę polityczną, uzyskując stanowisko burmistrza rodzinnego miasta.

### Początki Partii Wiejskiej
W 1919 został wybrany do parlamentu federalnego jako kandydat Związku Osadników i Farmerów Nowej Południowej Walii, który rok później przekształcił się w Partię Wiejską (CP). Rok później został jej przywódcą, a w 1922 kierowana przez niego partia uzyskała tak dobry wynik w wyborach, że w czasie negocjacji koalicyjnych zdołała wymusić na Partii Nacjonalistycznej dymisję premiera Billy’ego Hughsa, co wyniosło do władzy Stanleya Bruce’a. Przez kolejne siedem lat Page był ministrem finansów i nieformalnym wicepremierem u jego boku. Był zwolennikiem protekcjonizmu i oszczędnej polityki budżetowej, z której wyłączał jednak swój elektorat, czyli farmerów – oni zawsze mogli liczyć na pomoc państwa.

### U szczytu kariery politycznej
W 1929 CP przeszła do opozycji, by powrócić do władzy w 1934, tym razem jako koalicjant Partii Zjednoczonej Australii (UAP) z Josephem Lyonsem jako premierem. Page objął wówczas tekę ministra handlu. Choć nie istniała formalna funkcja wicepremiera, faktycznie Page był osobą nr 2 w rządzie, a o jego silnej pozycji świadczyło m.in. nadanie mu w 1938 tytułu szlacheckiego. Po nagłej śmierci Lyonsa w kwietniu 1939 to właśnie jemu gubernator generalny powierzył kierowanie rządem. Choć został zaprzysiężony i posiadał pełnię władzy, jego rola była wyłącznie tymczasowa. Jako lider partii będącej słabszym partnerem w koalicji musiał oddać władzę nowemu liderowi UAP, gdy tylko został wybrany. Nowym premierem został Robert Menzies, którego Page osobiście nie znosił i odmówił bycia jego ministrem. Postanowił wyprowadzić CP z rządu, co spotkało się z gwałtowną reakcją jego partyjnych kolegów i doprowadziło do pozbawienia go przywództwa.
W 1940 obaj panowie zdołali przemóc wzajemne animozje i Page wrócił do gabinetu, uzasadniając to nadzwyczajną sytuacją, jaką stworzyła II wojna światowa. Zaledwie rok później koalicja poniosła jednak wyborczą klęskę. Menzies powtórnie został premierem w 1949 i powierzył Page’owi resort zdrowia, którym ten kierował przez siedem lat.

### Koniec życia
Jako 76-latek opuścił rząd, ale postanowił zachować mandat parlamentarny, choć postępujący rak płuca coraz bardziej utrudniał mu jego wypełnianie. Zmarł kilka dni po wyborach w 1961 roku, gdy trwało jeszcze liczenie głosów. Nie zdążył się dowiedzieć, że przegrał.